# Uma rufopunctata
Espèce
Synonymes
- Uma notata rufopunctata Cope, 1895
- Uma notata cowlesi Heifetz, 1941

Statut de conservation UICN

 NT  : Quasi menacé
Uma rufopunctata est une espèce de sauriens de la famille des Phrynosomatidae.

## Répartition
Cette espèce est endémique du Sud-Est de l'Arizona aux États-Unis.

## Description
C'est un lézard terrestre et ovipare.

## Publication originale
- Cope, 1895 : On the species of Uma and Xantusia. The American Naturalist, vol. 29, p. 938-939 (texte intégral).